# Pilar Cuerva Castillo
Pilar Cuerva Castillo   (Igualada, 1968) és una historiadora i arxivera catalana, directora de l'Arxiu Nacional de Catalunya des d'abril de 2024.
Va néixer a Igualada el 1968. Llicenciada en Geografia i Història i diplomada en història comparada social, política i cultural. També és graduada en Arxivística i Gestió de Documents, a més d'haver cursat diversos postgraus sobre gestió documental i de la informació i un màster en Gestió del Coneixement i de la Informació en Organitzacions.
Ha treballat en l'àmbit dels arxius públics com a tècnica de l'Arxiu Comarcal de l'Anoia i el dipòsit central de Cervera del Departament de Cultura de la Generalitat de Catalunya. Posteriorment ha estat responsable de l'arxiu general del Consorci de les Drassanes Reials i Museu Marítim de Barcelona, a banda de responsable del projecte de gestió de la informació del Museu Marítim. Entre 2020 i 2024 va ser cap del centre de recerca i coneixement i cap del departament de gestió documental i arxiu del Museu Nacional d'Art de Catalunya, on va impulsar diversos projectes sobre el patrimoni documental i artístic del centre, la digitalització del seu fons i la implementació d'un sistema de gestió de documents electrònics.
El 2 d'abril de 2024 el Departament de Cultura de la Generalitat va designar-la directora de l'Arxiu Nacional de Catalunya, en substitució de l'historiador i arxiver Francesc Balada, i va justificar la designació per l'expertesa de Cuerva en l'arxivística, la direcció de projectes innovadors i l'aplicació de les noves tecnologies en aquest món, així com per la recerca i la planificació de patrimoni documental.
Ha estat col·laboradora del diari Regió7 i és autora de llibres d'història d'igualada com L'Abans d'Igualada. Recull gràfic 1870-1965 i La Fira d'Igualada: 50 anys de la Fira de Setembre. A més, va ser autora de la Guia de fons i documents per a l'estudi de les relacions entre Barcelona i el Mar.